# Hiltebold (Gurk)
Hiltebold († 8. Oktober 1131) war der dritte Bischof von Gurk.
Hiltebold wurde 1106 zum Bischof von Gurk gewählt und fand ein unheilvolles Erbe vor, das ihm sein Vorgänger Berthold von Zeltschach hinterlassen hatte. Die Güter des erst jungen Bistums gerieten vielfach in fremde Hände und Hiltebold oblag die schwere Aufgabe, diese wieder zurückzubekommen. Dabei erhielt er Unterstützung von seinem weltlichen Lehensherrn, Erzbischof Konrad I. von Salzburg. Erzbischof Konrad wollte die Lehensverteilung Bertholds von Zeltschach nicht anerkennen und geriet in Streit mit den Ministerialen, die ihn beim Kaiser verklagten, bei dem Konrad im Jahr 1111 in Mainz auch vorsprechen musste, um sich zu verteidigen.
Der kriegstüchtige Bischof Hiltebold rückte dem Kärntner Herzog Heinrich III. entgegen, als dieser die ihm verliehenen Gurker Lehen nicht zurückgeben wollte. Der vom Erzbischof unterstützte Hiltebold war dem Herzog überlegen und beim Friedensschluss musste der Herzog seine friaulischen Besitzungen an den Bischof zurückgeben. 1123 rüstete der Bischof erneut gegen den Kärntner Herzog, um auch die Rückgabe des Marktes Friesach zu erreichen. Er gewann die Unterstützung von Herzog Leopold III. von Österreich und der Kärntner Herzog lenkte ein. Da Erzbischof Konrad fürchtete, dass der Kärntner Herzog oder einer seiner Nachfolger erneut Anspruch auf Friesach erheben könnte, ließ er den Markt, der auf der linken Seite der Metnitz lag, abreißen und 1124 am rechten Ufer neu errichten, wobei dieser zwischen den Bischöfen von Salzburg und Gurk geteilt werden sollte. Die Gründung des neuen Marktes Friesach wurde von König Lothar III. bestätigt.
1123 gründete Hiltebold das erste Gurker Domkapitel, 1124 wurde es offiziell eingerichtet.
Die Zuteilung einer eigenen Diözese war schon im Privileg König Heinrichs IV. aus dem Jahr 1072 vorgesehen gewesen, Erzbischof Gebhard hatte dies jedoch nicht durchgeführt, obwohl er durch Papst Gregor VII. dazu ausdrücklich ermahnt wurde. Am 17. Juli 1131 wurde Hiltebold vom Salzburger Erzbischof eine kleine Diözese zugewiesen. Sie umfasste das Gurktal und die Flattnitz, die acht bis neun Urpfarren des heutigen Bistums.
1131 reiste Hiltebold zusammen mit dem Erzbischof in die Untersteiermark, um von dort aus eine Beschwerde gegen den Ungarnkönig Béla II. wegen seines Friedensbruches zu übermitteln. Bald darauf, am 8. Oktober 1131, verstarb Bischolf Hiltebold. Es war ihm gelungen, den größten Teil des einstigen Gurker Besitzes wieder zurückzuerlangen und er ging als Gründer des Domkapitels in die Geschichte des Bistums ein.